# Dassault Falcon 7X
Dassault Falcon 7X er et fransk-bygget trijet-fly produceret af Dassault Aviation. Det har en kapacitet på op til 16 passagerer, og en rækkevidde på 11.000 km.